# ترانسشن
شركة ترانسشن القابضة هي شركة تصنيع الهواتف المحمولة ومقرها في شنتشن، الصين. كانت أكبر شركة مصنعة للهواتف الذكية من حيث المبيعات في إفريقيا في عام 2017، كما تبيع الهواتف المحمولة في جنوب آسيا. تشمل علاماتها التجارية ماركات الهواتف المحمولة تكنو وأي تيل وإنفينيكس، والعلامة التجارية لما بعد البيع كارلكير، والعلامة التجارية للأكسسوارات أورايمو، وتقوم بتصنيع الهواتف في الصين وإثيوبيا وبنغلاديش والهند.

## روابط خارجية
- الموقع الرسمي